# Ḩasanak Dar
Ḩasanak Dar (persiska: حسنک در) är en ort i Iran.   Den ligger i provinsen Alborz, i den norra delen av landet, 40 km norr om huvudstaden Teheran. Ḩasanak Dar ligger 2 134 meter över havet och antalet invånare är 875.
Terrängen runt Ḩasanak Dar är bergig åt nordväst, men åt sydost är den kuperad. Ḩasanak Dar ligger nere i en dal.Runt Ḩasanak Dar är det mycket tätbefolkat, med 1 056 invånare per kvadratkilometer. Närmaste större samhälle är Āsārā, 10,8 km väster om Ḩasanak Dar. Trakten runt Ḩasanak Dar består i huvudsak av gräsmarker.